# ژان-لویی اولره
ژان-لویی اولره (فرانسوی: Jean-Louis Olry‎؛ زادهٔ ۶ اوت ۱۹۴۶) قایقران کانو اهل فرانسه است.